# Plectranthias alleni
Plectranthias alleni är en fiskart som beskrevs av Randall, 1980. Plectranthias alleni ingår i släktet Plectranthias och familjen havsabborrfiskar. Inga underarter finns listade i Catalogue of Life.